# محافظة الرقة
محافظة الرقة هي محافظة في شمال وسط سوريا على الضفة الشمالية لنهر الفرات، على بعد 200 كم شرق مدينة حلب. منذ أواسط السبعينيات يعتمد اقتصاد الرقة على سد الفرات وعلى الزراعة وعلى الحقول النفطية المجاورة. في الرقة متحف تاريخي صغير يسمى متحف الرقة، وشارع شعبي هو شارع القوتلي (السوق الشرقي) الأكثر شعبية في المدينة. وقد كشفت الحفريات فيها عن آثار تعود إلى العصر العباسي (750 هـ - 1258). من أهم الآثار الباقية في المدينة قصر العذارى أو قصر البنات، والجامع الكبير الذي بُني في القرن الثامن الميلادي. تحتوي المدينة القديمة أيضاً على أضرحة عدد من الشخصيات الإسلامية، منهم الصحابي عمار بن ياسر وأويس القرني  وهاشم بن عتبة ، عدد سكان المحافظة حوالي مليون نسمة.

## الاسم ومنشأه
أنشئت الرقة عام 244 أو 242 قبل الميلاد وسميت في البداية كالينيكوس، نسبة إلى سلوقس الأول، مؤسس المدينة، الذي كان يعرف أيضاً بهذا الاسم (ويقول البعض أن الاسم يعود إلى الفيلسوف اليوناني كالينيكوس الذي يعتقد أنّه توفي في الرقة). في العصر البيزنطي، كانت المدينة مركزاً اقتصادياً وعسكرياً. في 639 فتحتها الجيوش العربية الإسلامية وتحولت تسميتها إلى الرقة وتعني في اللغة الصخرة المسطّحة.

## تاريخ الرقة
في عام 772 بدأ الخليفة العباسي المنصور ببناء عاصمة صيفية للدولة العباسية بالقرب من الرقة، سميت الرافقة. بنيت المدينة الجديدة بشكل حدوة فرس على الطراز المعماري لبغداد، وسرعان ما اندمجت مع الرقة. بين عامي 796 و 808 استعمل الخليفة العباسي هارون الرشيد الرقة عاصمة له أيضاً، وأصبحت المدينة مركزاً علمياً وثقافياً هاماً. في الرقة عاش وتعلم الفلكي العربي الشهير البتاني (858-929). في عام 1258 دمّر المغول الرقة كما فعلوا ببغداد.
في عام 2013 سيطرة قوات المعارضة السورية المسلحة عليها وبذلك تكون أول محافظة تخرج عن سيطرة الدولة في سوريا، ثم انسحبت منها أمام تنظيم «داعش» والذي سيطر عليها من بداية عام 2014 إلى أواخر عام 2017 ليحل محله ما يسمى بقوات سوريا الديمقراطية بعد تدمير 70% من المدينة.

## الرقة جغرافياً
تمتد الرقة بين خطـي عرض (35.15 – 36.45 ْ م) وبين خطي طول (38.00 – 39.35 ْم) وتبلغ مساحتها 19622كم،2 حيث تشكل 10.6% من مساحة سورية. تشكل الرقة نقطة وصل بين المحافظات الشرقية ومحافظات القطر الشمالية والوسطى، يحدها من الشمال تركيا وتبلغ الحدود المشتركة معها نحو (78,5)كم، ومن الجنوب محافظتي حمص وحماة، ومن الغرب محافظة حلب، ومن الشرق محافظتي الحسكة ودير الزور، وتبعد مدينة الرقة عن مدينة حلب (200)كم، وعن مدينة دير الزور نحو (135)كم، وعن مدينة حماة (260)كم، وعن حمص نحو (265)كم، وعن الحسكة نحو (230)كم.تمتاز محافظة الرقة بتنوعها المناخي، ومقوماتها الطبيعية والسياحية،كما ان نهر الفرات يمر في أراضيها يقطع مسافة تتجاوز (180)كم، ويشكل سد الفرات بحيرةالطبقة (674)كم2 ومخزونها المائية (14)مليون متر، وبحيرة سد البعث بمساحة (27)كم2. إضافة إلى نهري البليخ والجلاب، وبحيرة العلي باجلية القريبة من مدينة تل الأبيض، والدلحة شرق مدينة الرقة.

## لهجات الرقة
يتحدث معظم سكان محافظة الرقة اللهجة الرقية وهي لهجة عربية، تأثرت بمعظم اللهجات المجاورة كاللهجة الحلبية والشامية والعراقية وغيرها، وتتميز هذه اللهجة بخصوصيتها ومفرداتها.

## مدن الرقة
- الرقة
- الثورة
- تل أبيض
- معدان
- عين عيسى
- المنصورة

### مدينة الثورة
مدينة الثورة هي مدينة جديدة أنشئت بعد بناء سد الفرات وتقع على الضفة اليمنى لنهر الفرات مجاورة للسد المسمى باسمها على النهر المذكور، تبعد 55 كم عن مدينة الرقة باتجاه الغرب وعن مدينة حلب 150 كم باتجاه الشرق. ارتبطت تسميتها بثورة الثامن من آذار، وهي تقوم مقام قرية بسيطة تدعى الطبقة، وتقع في المكان المشرف على بناء السد ومحطة التوليد وبحيرة الأسد وقلعة جعبر، وتضم القواعد والمنشآت الإنتاجية اللازمة لاستثمار السد ومشاريع استصلاح الأراضي، ويبلغ عدد سكانها حوالي 84.000 نسمة.
وتمتاز بموقعها السياحي الجميل وشوارعها المنتظمة وحدائقها الملتفة وبالمساحات الخضراء التي تغطي امتدادها، وقسمت إلى ثلاثة أحياء أساسية يحتوي كل حي على المرافق الاجتماعية اللازمة والمدارس والمستوصفات والأسواق التجارية والنوادي الصيفية والشتوية وقصر الثقافة وما يضمه من مسرح وقاعات ومكتبة، إنها المدينة الوحيدة في القطر التي تعود ملكيتها للدولة.

## قرى الرقة
حمرة جمّاسة
- المشلب
- خس عجيل
- رطلة
- البري
- الزيارة
- الرحيات
- البز
- السحل
- السلحبية
- البارودة
- السويدية
- كديران
- الوديان
- جعبر
- هنيدة
- دبسي فرج
- دبسي عفنان
- رقة سمرة
- حمرة ناصر
- خس عالج
- جديدة خابور
- الشرقراق
- العلي باجلية
- الكالطة
- بيوض
- الجايف
- المحمودلي
- الهورة
- أبو شارب
- عين عيسى
- أبو نيتولة
- خربة هدله
- مرقب الحسان
- جب شعير
- الثامرية
- الخالديه
- معلق
- البوعاصي
- ابوصره
- سبع جفار
- قرايا الساري
- الوهب
- الشركراك
- كورومازه
- الحمام
- بعاص
- حزيمة
- تل السمن
- أعيوج
- معيزيلة
- حمام التركمان
- سلوك
- عايد
- الخيالة
- الجزرة
- الخاتونية
- العكيرشي
- عين العروس
- الصفصاف
- شمس الدين
- خنيز
- الكرامة
- حاوي الهوى
- زور شمر
- غانم العلي

## مناطق الرقة
- المنطقة الوسطى
- المنطقة الشرقية
- المنطقة الغربية
- المنطقة الشمالية
- المنطقة الجنوبية
- الحمرات

الجرنية

## آثار الرقة
يوجد في محافظة الرقة العديد من الآثار الهامة ومنها:

### باب بغداد
هو من أهم الآثار التي ما زالت قائمة في سوريا، ويقع في الزاوية الجنوبية الشرقية على السور الخارجي وعرض الواجهة 7.57م بارتفاع 5.20م محاذياً لبرج متصل بالسور، وفتحة الباب بارتفاع 2.5م يعلوها قنطرة ذات قوس مكسور. وعلى جانبي الباب حنيتان زخرفيتان ويعلو هذه الواجهة، أفريز عريض مؤلف من صفين من الحنيات السفلى تتلوها أقواس نصف دائرية والحنيات السفلى تعلوها أقواس مفصصة ثلاثية، ويحيط الأفريز إطار بارز. وينفتح الباب من الداخل إلى دركاه ضمن صيوان بعمق متر كانت تعلوه قبة.

### قصر البنات
ثمة بناء هام يطلق عليه اسم قصر البنات، قائم في الجهة الشرقية الجنوبية من الرافقة وضمن أسوارها، لم يبق منه إلا الأطلال الضخمة، يعود إلى القرن الثاني عشر كما يرى هرزفيلد الذي زار القصر عام 1907م وأعد له مخططاً، ويبدو أن الأطلال في ذلك الوقت كانت أكثر ارتفاعاً بما يقرب من عشرة أمتار.
لقد ابتدئ بأعمال التنقيب والترميم في هذا القصر ضمن نطاق المشروع الاستثنائي في الرقة. ومنذ عام 1976 تأكد من خلال دراسة الخزف الذي عثر عليه أنه يعود إلى القرنين الثاني عشر والثالث عشر أي إلى العصر الأيوبي، وهذا يؤكد ما جاء على لسان المؤرخين أن هذا القصر لم يسكن بعد العصر الأيوبي، ومن المؤكد أنه هجر بعد حريق هائل شبَّ فيه.
يتألف هذا القصر من باحة مركزية تطل عليها أواوين أربعة ويفتح في الجنوب مدخل رئيسي يقابله في أقصى الشمال صالة خلفها حجرة وإلى جانبيها حجرتان، وتطل الصالة على باحة ورواقين، ويمتد القصر شرقاً وغرباً تحت الشوارع القائمة ولم تكتمل عمليات الكشف لهذا السبب. لقد أصبح القصر واضح المعالم بعد أن أعيدت الجدران والفتحات والأروقة إلى وضعها الأصلي.

### قصور الرقة
على بعد ثلاثة كيلو مترات وفي الشمال من باب بغداد تم الكشف عن آثار ثلاثة قصور، أطلق على أحد هذه القصور اسم قصر المعتصم 219ـ228هـ/833 ـ 842 م، وهو قصر كبير المساحة يبلغ طوله /168/ متراً وعرضه /74/ متراً، وفي الجهة الشمالية يقع مدخله الرئيسي المؤلف من ثلاثة أبواب مدعمة بأبراج نصف دائرية، ويتقدم القصر حديقة كبيرة تقع في القسم الشمالي من القصر.

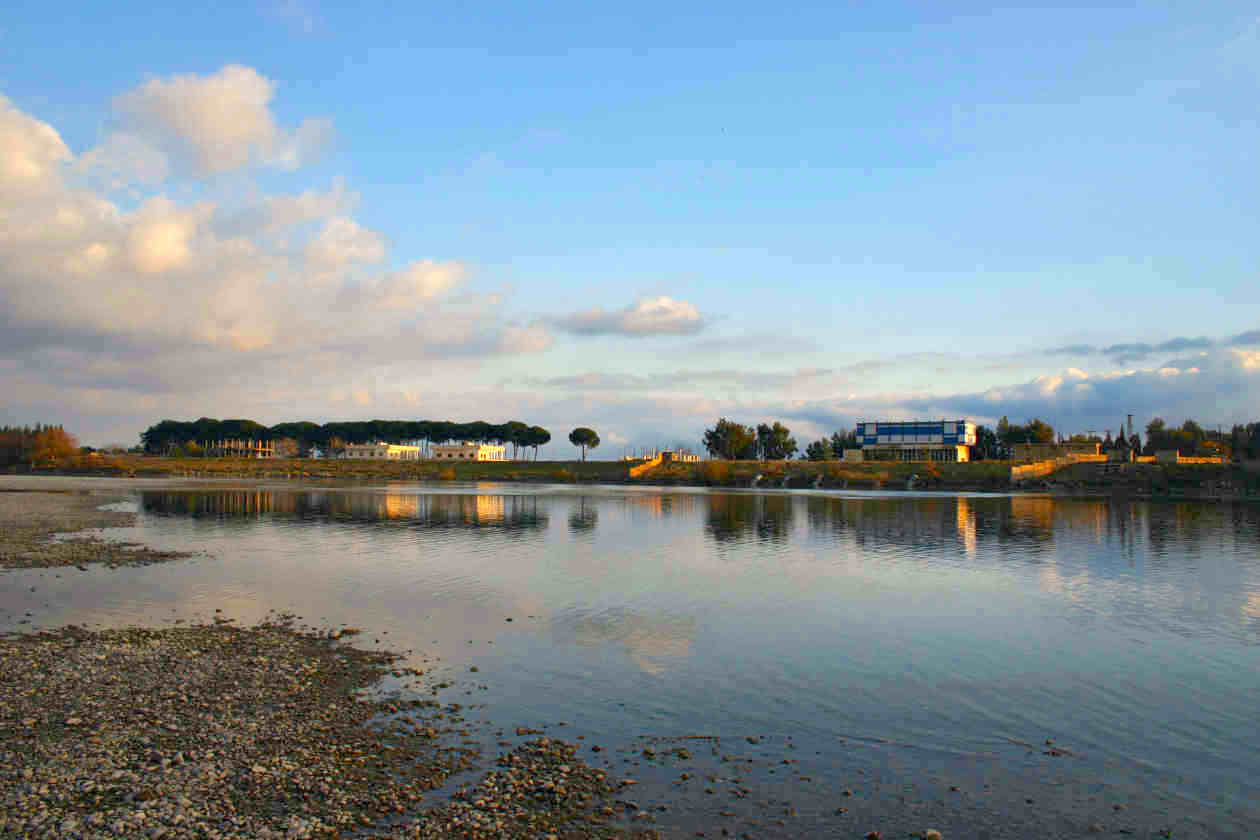
نهر الفرات في الرقة

### أسوار الرافقة
شيدت أسوار الرافقة بالآجر بشكل مضاعف فهي مؤلفة من السور الداخلي وحوله السور الخارجي وبينهما الفصيل، ويحيط بالسور الخارجي الخندق عند الضلع الجنوبي الذي كان محاذياً للنهر.
يبلغ طول السور 5 كم ويحصر مساحة من الأرض تقارب 1,5 مليون م2 وهو مدعم بالأبراج على امتداده، ويبلغ محيط كل برج 15- 16م.
ولقد أُعيد إنشاء باقي الأبراج في عام 1975من قبل مديرية الآثار وبخاصة التي تدعم السور الشرقي والسور الجنوبي وكان سمك السور الداخلي 5,8م.
وكان للأسوار بابان عظيمان باب في الزاوية الجنوبية الغربية باب الجنان وباب في الزاوية الجنوبية الشرقية ما زال ماثلاً يسمى باب بغداد والباب الجنوبي والباب الغربي.

### متحف الرقة
في عام 1981 تم افتتاح متحف الرقة الأثري والشعبي في بناء السرايا القديم، وكان معداً للهدم فقامت المديرية العامة للآثار والمتاحف بإيقاف هدمه وترميمه وإعداده ليكون متحفاً يضم آثار محافظة الرقة التي تم الكشف عنها بجهود مجموعات من المنقبين العالميين والمحليين.
يتألف البناء من طابقين، وعند مدخل المتحف نجد لوحة فسيفسائية جميلة تعود إلى القرن الخامس عشر الميلادي عثر عليها في حويجة حلاوة في محافظة الرقة.
وزين البهو الكبير في الطابق الأرضي بلوحات فوتوغرافية لأهم مواقع الآثار في سورية كما خصص في هذا الطابق جناح للآثار القديمة وجناح آخر للآثار من العصور الرومانية والبيزنطية، مع جناح للفن الحديث.
أما الطابق الأول فلقد خصص للعصور العربية الإسلامية، منها خزف الرقة وزخارف قصور الرقة الداخلية وهي إطارات جصية بارزة وتيجان وعقود حجرية وجرار فخارية.
وفي الطابق نفسه قسم يتعلق بالتقاليد الشعبية في الرقة، عرضت فيه خيمة بدوية مع جميع مشتملاتها من أثاث وأدوات مع تمثالين لبدويين من الرقة مع مشاهد صناعة الخبز والغزل وحاجيات الخيول وقد حفظت في المتحف جميع المكتشفات الأثرية المعدة للبحث والدراسة من قبل العلماء.
واشتهرت الرقة بصناعة الخزف، وفي المتحف الوطني بدمشق نماذج منه تعادل أهميتها خزف الرصافة وبخاصة الخزف ذو البريق المعدني.

### قصر هرقلة
قصر هرقلة أو قصر هرقله هو قصر من قصور الرقة في سورية، ويقع على بعد 6 كيلو متر من مدينة الرقة الواقعة على نهر الفرات، أنشئ القصر تخليدا لذكرى الانتصار الكبير على الروم وفتح وتحرير مدينة هرقلة.
يقع هذا القصر في الجهة الغربية من مدينة الرقة وعلى بعد 7كم ولقد أنشأه هارون الرشيد بعد أن فتح مدينة هرقلة منتصراً على نقفور.
وبناء هذا القصر غريب متميز، وقد لا يكون قصراً بل آبدة تذكارية. أضلاعه الثلاثة أواوين تنفتح نحو الخارج قبالة أربع بوابات كبيرة تتوضع على سور دائري.

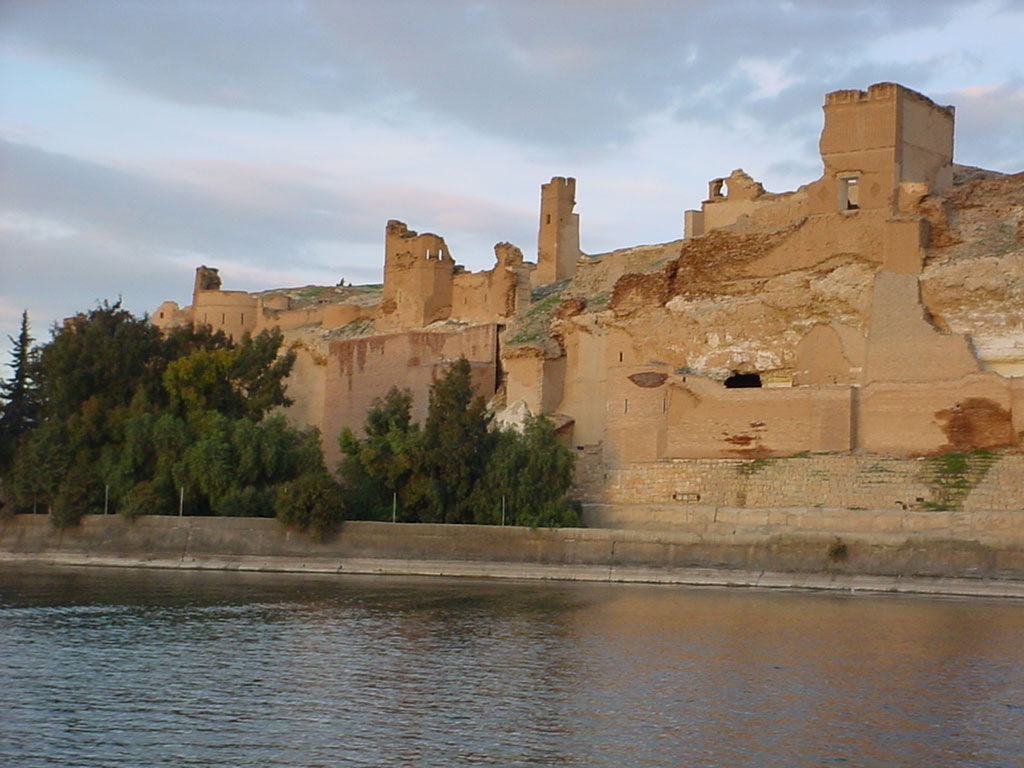
قلعة جعبر على بحيرة الأسد في الرقة

### قلعة جعبر
تقع في منطقة الجزيرة السورية على الضفة اليسرى لنهر الفرات على بعد خمسين كيلو متراً من الرقة.
وتقوم القلعة على هضبة مشرفة على بحيرة الأسد 1974. وهي قلعة ذات سورين يضمان عدداً من الأبراج تزيد عن خمسة وثلاثين برجاً، بعضها مضلع والبعض نصف دائري. وأكثرها مهدم أو زائل. وفي وسط القلعة مسجد بقي منه مئذنة. وتضم أيضاً عدداً من المباني لم يبق إلا أثرها.(3)تنسب القلعة إلى جعبر سابق القشيري، أخذها منه السلطان السلجوقي ملكشاه بن ألب أرسلان 379هـ/ 986م. ويقال أن القلعة كانت مسبوقة بقلعة أنشأها دوسر غلام النعمان بن المنذر ملك الحيرة قبل الإسلام.
ولقد تم ترميم مداخل القلعة التي أصبحت فوق جزيرة ضمن بحيرة الأسد في نهر الفرات خلف سد الفرات، مفتوحة للزيارة والسياحة.
تقع قلعة جعبر اليوم على جزيرة تكونت بعد الغمر وسط بحيرة الأسد التي تكونت بعد بناء سد الفرات، وتبلغ أبعادها 320م×170م ويحيط بها سوران. وفي وسط القلعة شيد الجامع، وما زالت مئذنته شامخة بعد أن تم ترمميها. وفي أقصى الجنوب ما زال برج تم ترميمه وحوّل إلى متحف لآثار القلعة. وأصبح يضم الاكتشافات التي تمت في القلعة وفي منطقة الغمر من أوان وكتابات. وبعض الآثار المنقولة التي عثر عليها في القلعة نقلت إلى متحف حلب.

### تل الخويرة
تل أثري هام في الجزيرة العليا، محافظة الرقة.يقع في أرض سهلية، على بعد 4كم جنوب الطريق المزفتة سلوك -رأس العين، و4.5كم جنوب مخفر نصف تل. يحيط بموقع التل خندق عميق وعريض يشكل المانع المائي الحصين، حيث يتقدم السور الترابي الذي يحيط بكامل الموقع. يبدو سطح الموقع وكأنه مجموعة تلال قد تلاصقت وضغطت إلى بعضها، مما يشير إلى ضخامة الأوابد التي كانت قائمة عليه. وقد كشف عن معابد ضخمة شيدت من الكتل الحجرية الكلسية الضخمة، مشكلة قاعة ضخمة، تتبعها غرفتان صغيرتان نسبياً لأغراض العبادة، يتقدم جميع هذه المعابد المكتشفة درج صخري ضخم. يعد طراز بنائها فريدا مغايرا لما كان سائدا آنذاك.
وقد تعاظمت أهمية التل بعد اكتشاف دلائل أثرية فيه ترقى إلى عصر ميسيليم 2700-2600ق.م.

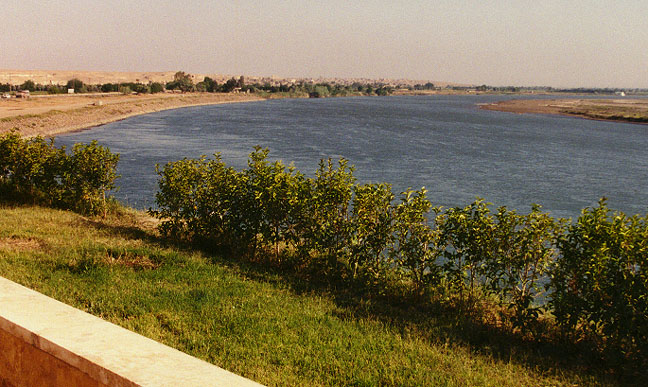
شاطئ نهر الفرات في الرقة

### واسط الرقة
يعود إنشاء هذه الحاضرة على نهر الفرات إلى عصر هشام بن عبد الملك ويطلق عليها أيضاً رقة واسط. وكانت ضاحية ملكية ما لبثت أن تحولت إلى مدينة في القرن العاشر، وكان فيها قصر لهشام أحدث فيها قناتين، الهنىّ والمرىّ. وأصبحتا ضمن ضيعة انتقلت ملكيتها إلى السيدة زبيدة زوجة الرشيد. ويفصل واسط عن الرقة نهر الفرات.

### البيعة توتل
يعدّ هذا التل من أهم التلال الأثرية في الرقة، ويقع على الجانب الأيمن لنهر البليخ عند التقائه بنهر الفرات وإلى الشرق من مدينة الرقة بمسافة 2كم. لقد تبين للأثريين أن هذا التل هو موقع مدينة توتول التي تعود إلى عصر البرونز، وكانت منطقة تحركات صارغون الذي استمد سلطته من دجن إله توتول فمنحه البلاد العليا كما ذكر في أخبار صارغون.
كانت مدينة توتول مسورة ولقد جددت أسوارها في عصر يخدون ليم ملك يمحاض حلب. وأصبح السور الجديد خلف الأسوار القديمة وسمكه أربعة أمتار مشيد باللبن. ولقد تم العثور في الموقع على أثار معابد وقصور كشف عن جزء منها وحددت معالمها في عام 1983.
وتعود مدينة توتول إلى مطلع الألف الثاني ق.م وبسطت نفوذها على شواطئ النهر، فلقد كانت مرفأ لصناعة السفن. ومن أشهر ملوكها ياخلوكوليم. ولقد هدم ملك ماري أسوار توتول وجعلها تحت سلطاته.

### تل حلاوة
هو تل أثري قديم في بادية الجزيرة عند الكتف الأيسر لبحيرة الأسد وتبلغ مساحته 10هـ. قامت بالقرب منه وعلى مسافة 1كم، القرية التي سميت باسمه، كشفت الحفريات الأثرية عن قاعة لمعبد قديم إضافة لغرف ومستودعات للحبوب ومواقد طبخ وأفران خبز تعود بمجملها للألف الثاني قبل الميلاد. والعمل جار للكشف عن بقية أجزاء هذا الموقع الذي يعتقد بأنه كان محاطا بسور يرتفع إلى خمسة أمتار. وفي الجهة الشمالية الشرقية، اكتشفت مقابر جماعية محفورة ضمن الصخور متوضعة عند أقدام السور.

### الجامع العتيق
يرتبط تاريخ بناء الجامع العتيق بتاريخ بناء الرافقة في عصر أبي جعفر المنصور سنة 155ه/772م، حيث اعتمد في نظام عمارة الرافقة المخطط الدائري لمدينة دار السلام ببغداد، وحدد موقع المسجد الجامع وقصر الإمارة وسط تلك الدائرة.
المسجد في الرقة على غرار مسجد دمشق مؤلف من صحن وحرم وهو مستطيل عرضه 92.90م وهو طول جدار القبلة. وطوله 108.10م. وهو محاط بجدارين من اللبن المغلف بالآجر المدعم بأبراج نصف دائرية، وأبعاد الآجرة 45×45×10سم. وفي كل زاوية برج مستدير. ومجموع عدد الأبراج عشرون برجاً. ويبلغ سمك السور 1.70م. وفي الصحن تنهض المئذنة مستقلة ولقد انشئت في القرن الثاني عشر وهي تشابه مآذن قلعة جعبر ومسكنة وأبي هريرة.
يقوم الحرم في الجهة الجنوبية وهو بعمق 30.60م ذو سقف جملوني محمول على صفين من الأعمدة 14 عموداً في كل صف ومشكلاً بذلك ثلاثة أجنحة عرضية.
أما واجهة الحرم المطلة على الصحن فهي مؤلفة من أحد عشر فتحة مقوسة أبعادها الوسطية 3.56م عرضاً و10.5م ارتفاعاً.
ولقد أنشئت هذه الواجهة من الآجر المشوي وهي إذ تبدو موحدة الفتحات والأقواس في الواجهة، فإن هذه الفتحات في الداخل تحاط بصيوان بارز ذي قوس أو حنت في أعلاه أو شكل مفصص. وفي أسفل العضادات ينفتح محراب صغير. ويختلف شكل العضادتين الجانبيتين تماماً عن غيرها.
لقد أنشئ المسجد، فيما عدا المئذنة في عصر المنصور. وذكره المقدسي وقال عنه «إنه جامع عجيب»، وإن مكانه في سوق الصاغة.
وفي عصر نور الدين محمود بن زنكي تم ترميم المسجد وتم بناء المئذنة بإشراف أخيه مودود حاكم الرقة من 562 ـ 566هـ/1167 ـ 1171م.
ونتيجة للتنقيب المنهجي وعمليات الكشف التي تمت خلال أعوام 1985 ـ 1986 ـ 1987 أكدت المواصفات التالية:
تبلغ مساحة الصحن 7033.53م2 وأبعاده من الجنوب إلى الشمال 75.70م ومن الشرق إلى الغرب 92.90م. أرضية الصحن مغطاة ببلاطات أجرية مشوية بمساحة 22×22سم. ويحاط الصحن بأروقة من جهاته الثلاث عدا الجهة الجنوبية القبلية المتاخمة للحرم. ولقد أقيمت عضادات الأروقة على أساسات على شكل أخاديد متوازية لكل رواق. والأروقة مزدوجة أي مؤلفة من بلاطتين اصطفت من العضادات الحاملة للغطاء. وقد حلت محل الأعمدة التي لم تكن مستعملة في المسجد، وهي تشابه تلك التي كانت قائمة في الحرم ويبلغ عرض الرواق الشمالي 11.75م وعرض الرواق الشرقي 12م وعرض الرواق الغربي 11.60م.
تبلغ مساحة الحرم 2842.75م2 بطول 30.60م وعرض 92.90م، وأرضه مفروشة بالآجر المشوي 22×22سم وتبين أن الآجر المكتشف يعود إلى عصر نور الدين، أما الأرضية الأصلية فهي منخفضة عن المكتشفة بـ 25سم. وإلى طرفي الحرم تم اكتشاف دكتين واحدة في الركن الشرقي للحرم بمواجهة امتداد الرواق الشرقي للجامع، وهي تتصل بالرواق الشرقي من خلال قنطرتي هذا الرواق المتصلتين بالحرم. ويبلغ ارتفاع هذه الدكة 60سم وعرضها 12.8م ولها مصعدان صغيران من أرض الحرم مؤلفان من ثلاث درجات.

### تل حمام التركمان زلبا
وهو تل أثري كبير يتبع منطقة تل أبيض محافظة الرقة. ويقع على الضفة الشرقية لأحد روافد نهر البليخ في جوار قرية حمام التركمان، على بعد حوالي 80كم شمالي مدينة الرقة. يبلغ طول التل حوالي 500م وعرضه حوالي 450م وارتفاعه عما حوله 45م. يعود في نشأته إلى عصر عبيد في الألف الخامس ق.م وإلى سويات من عصر البرونز الوسيط 2000-1600ق.م، ويستمر في العصرين الروماني والعربي الإسلامي. اتضح في سوّية عصر البرونز الوسيط شارع تحف به مساكن، وفي سوية أقدم منها ظهر بناء ضخم لعله معبد. يعتقد أحد المنقبين فيه أنه موقع مدينة زلبا من الألف الثاني ق.م.
وخلال حملة إنقاذ أثار الفرات من الغمر ثمة مواقع أثرية تم التنقيب فيها في محافظة الرقة، مثل طنبرة شمس الدين وتل العبد وتل الفري وتل ممباقه وتل الشيخ حسن وموقع عناب السفينة وقلعة جعبر ودبسي فرج وأبي هريرة، وما زالت تلال أخرى تنتظر التنقيب وكلها تؤكد على غنى هذه المنطقة بالآثار القديمة.

### الرصافة
لؤلؤة بادية الشام، في هذا الزمن الذي تضيع فيه الكلمات والمعاني، تذكّرنا الكاتبة بأسماء عزيزة راسخة في قلوبنا منتزعة من صميم تراثنا.
تقع الرصافة على بعد ثلاثين كيلومتراً من مدينة الرقة في شمال سورية على الفرات، وقد كان لها تاريخ عريق عبر العصور، فسُمّيت بعهد الآشوريين في القرن التاسع قبل الميلاد: (RASAPPA), ثم تنازع عليها اليونان والفرس، وأضحت لها قلاع منيعة تحميها من غزوات الساسانيين قبل أن تصبح من المدن التابعة لمملكة (تدمر), التي امتدّت من غرب ليبيا إلى الخليج شرقًا. إن الفضل في تعريفنا بتأريخ (الرصافة) يعود إلى كتاب فيّم نشرته المديرية العامة للآثار والمتاحف بدمشق عام 1984م، أعدّه مديرها الأستاذ: بشير زهدي، عنوانه: (الرصافة لؤلؤة بادية الشام), وبما أنها تبعد فقط خمسة وسبعين كيلومترًا عن (قصر الحير الشرقي) احتلها العرب الغساسنة لأهمية موقعها، وسوّروها معتبرين أنفسهم ورثة للأنباط، ثم تحالفوا مع البيزنطيين لحمايتها من غزوات الساسانيين. وقد جاء في كتاب الأستاذ بشير زهدي ما يلي: (...وإذا كان يُنسب إلى (الحارث الثاني) الفضل بترميم الأسوار، وتشييد كاتدرائية كبيرة في الرصافة في العصر البيزنطي، فإنه يُنسب إلى ابنه (المنذر بن الحارث الثاني) الفضل بتشييد خزانات المياه فيها، وببناء قصر كبير له، ودار للضيافة خارج سورها الشمالي، تثير ضخامتها شعور الاحترام لهيبته لدى رجال القبائل، والجدير بالذكر أن جهودًا مخلصة تُبذل حاليًا في سبيل ترميم هذا القصر الغساني، ليكون مبناه متحفًا إقليميًا جديدًا يسهم في حفظ هذه المنطقة المهمة، والتعريف بفنونها وتاريخها وآثارها المختلفة).
رصافة هشام
في عهد الأمويين، أضحت الرصافة منتجعًا صيفيًا انتقل إليه الأمير (هشام بن عبد الملك من قصر الحير), وأسهم في عمرانها وازدهارها بتشييد قصرين اكتُشف أحدهما في إثر التنقيب عن آثارها، فعُرفت آنذاك باسم: (رصافة هشام), وبعدما انتصر العباسيون على الأمويين، نجا الأمير عبد الرحمن بن معاوية من الموت، لأنه اختبأ عند جماعة من الأعراب على ضفة نهر الفرات بشمال سورية، ثم انتقل سرّا للأندلس وهو في التاسعة عشرة من العمر، حيث أسس دولة جديدة للأمويين فيها. بعد نهاية حكم الأمويين في سورية، تابعت (الرصافة) ازدهارها حتى بداية القرن العاشر الميلادي.واشتُهرت بتعايش المسيحيين والمسلمين بدليل اكتشاف أنقاض كنائس فيها، ومسجد له محرابان باتجاه الجنوب وشارع مستطيل محاط بأعمدة، وقد هُدمت إبان غزوات التتار كليًا. ولكي نعلم كيف تمّ هذا الاكتشاف، نعود إلى كتاب الأستاذ (بشير زهدي), ونطّلع منه على اهتمام فريق من علماء الآثار الألمان أمثال: (شنايدر), و (سبانير) و (موسيل), الذين شرعوا عام 1952م، بتنقيب عن تلك الآثار، استمر سبع سنوات، فعثروا على جزء من القصرين الأمويين، وبرج قائم على قاعدة مربعة الشكل بزاوية مبنى مصنوع من الآجر، ثم اكتشفوا برجين آخرين مستديرين أصغر حجمًا مما دفع بفريق آخر من علماء الآثار للعودة إلى الرصافة عام 1968, ومتابعة أعمال التنقيب بمساعدة المديرية العامة للآثار والمتاحف السورية، فتمّ اكتشاف أجمل أبواب المدينة تحت الركام، حيث ظهرت في جهتها الشمالية رسوم وزخارف ملوّنة.
كان الباب يؤدّي إلى شارع مستقيم يؤدي إلى وسط المدينة. لقد جرت تلك الحفريات تحت الرمال على عمق خمسة أمتار، وتم العثور على مباخر وأكواب فضية ومذهّبة منقوشة باللغة السريانية ولوحات رخامية وقطع نقود محفور عليها اسم الرصافة يوجد بعضها اليوم في متحف دمشق، ونُقل بعضها الآخر إلى متاحف الغرب.
ورصافة الأندلس
لقد ذكّرني الحديث عن رصافة بادية الشام برصافة الأندلس التي بناها بضاحية قرطبة الأمير هشام بن عبد الرحمن الداخل وجعلها مقرًا صيفيًا له لارتفاعها عن قرطبة، وإطلالتها على نهر الوادي الكبير، الذي يجتازها في القرن الثامن الميلادي، تخليدًا لذكرى جده (هشام بن عبد الملك) باني (رصافة) سورية، ولم يبق لها أثر في القرن العشرين، فبنت الحكومة الإسبانية في موضعها فندقًا سياحيًا كبيرًا، أطلقت عليه اسم: (الرصافة). والرصافتان إذن، السورية والأندلسية لعبتا دورًا مهمًا في التاريخ، علمًا بأن رصافة الشام انبعثت أنقاضها من جديد، وأضحت تحدّثنا عن ماضيها المجيد بلغة آثارها المكتشفة، كما أن العمل على تحقيق متحفٍ إقليمي ضمن مبنى (المنذر الغساني) الذي تمّ اكتشافه فيها سوف يُسهم في تعريف المواطنين، والسياح الراغبين في الاستماع إلى أطلالها تروي لهم قصة مجدها.

## المحافظون
من 1960 م توالى على المحافظة المحافظون التالية أسماؤهم بالترتيب :
1. عز الدين طويق
2. بهاء الدين الداغستاني
3. خالد الداغستاني
4. طالب ضماد
5. اسعد صقر
6. خالد عبد الرحيم
7. احمد كحلة
8. محمود يونس
9. محمد ديب رحال
10. هاشم الحلبي
11. وائل اسماعيل
12. محمد سلمان (1980 - 1987)
13. محمد نجيب السيد أحمد (1987 - 1996)
14. محمد خالد عميرة (لفترة)
15. فيصل عبدو قاسم (من 5 تشرين الأول 2000[9])
16. أحمد شحادة خليل (حتى 5 كانون الثاني 2010[10])
17. عدنان عبدو السخني (5 كانون الثاني 2010[10] - 16 آب 2012[11])
18. حسن صالح جلالي (17 أيلول 2012[12] - 3 آذار 2013[13])
19. عبد خالد حمود
20. عبيد الحسن[14]
21. عبد الرزاق أحمد خليفة (26 تشرين الأول 2020[15] - 8 كانون الأول 2024[16])